# 113 Dywizja Piechoty (III Rzesza)
113 Dywizja Piechoty (niem. 113. Infanterie-Division) – niemiecka dywizja z czasów II wojny światowej, uczestniczyła w ataku na Związek Radziecki. Zniszczona pod Stalingradem.

## Formowanie i walki
Sformowana na mocy rozkazu z 10 grudnia 1940, w 12. fali mobilizacyjnej na poligonie Grafenwöhr w XIII Okręgu Wojskowym.
113 DP uczestniczyła między innymi w ataku III Rzeszy na Związek Radziecki. W dniu 22 czerwca 1941  (dzień ataku na ZSRR) dowodzona była przez gen. por. Friedricha Zickwolffa.
Brała udział w walkach przeciw Armii Czerwonej pod Kijowem, pod Moskwą i pod Stalingradem. Będąc w składzie VIII Korpusu Armijnego walczyła w rejonie wyłomu na południe od Charkowa. W listopadzie 1942  wraz z innymi niemieckimi jednostkami został otoczona w Stalingradzie. W wyniku kolejnych ataków Armii Czerwonej została zniszczona 20 stycznia 1943. 
Odtworzona została w okupowanej Francji i ponownie wysłana na front wschodni. W walkach nad Dnieprem doznała tak dotkliwych strat, że została oficjalnie rozwiązana 2 listopada 1943.

## Dowódcy dywizji
- gen. mjr (gen. por) Ernst Güntzel 10 XII 1940 – 4 VI 1941
- gen. por. Friedrich Zickwolff  VI 1941 – 10 V 1942
- gen. por. Hans–Heinrich Sixt von Armin[4] 10 V 1942 – 20 I 1943
- gen. mjr Friedrich–Wilhelm Prüter 15 III 1943 – 25 XI 1943

## Struktura organizacyjna
Skład w grudniu 1940
- 260 pułk piechoty,
- 261 pułk piechoty,
- 268 pułk piechoty,
- 87 pułk artylerii oraz 113  batalion pionierów, 113 oddział rozpoznawczy, 113 oddział przeciwpancerny, 113  oddział łączności i 113  polowy batalion zapasowy;

Skład w marcu 1943
- 260 pułk grenadierów,
- 261 pułk grenadierów,
- 268 pułk grenadierów,
- 87 pułk artylerii oraz 113  batalion pionierów, 113 oddział przeciwpancerny i 113 oddział łączności